# 울산광역시의 초등학교 목록
다음은 울산광역시의 초등학교 목록이다.

## 가
강남초등학교 · 
강동초등학교 · 
개운초등학교 · 
격동초등학교 · 
구영초등학교 · 
굴화초등학교 · 
궁근정초등학교 · 
궁근정초등학교 소호분교 · 
길천초등학교

## 나
남목초등학교 · 
남산초등학교 · 
남외초등학교 · 
내황초등학교 · 
녹수초등학교 · 
농서초등학교 · 
농소초등학교

## 다
다운초등학교 · 
다전초등학교 · 
대현초등학교 · 
덕신초등학교 · 
도산초등학교 · 
동대초등학교 · 
동백초등학교 · 
동부초등학교 · 
동천초등학교 · 
동평초등학교 · 
두동초등학교 · 
두서초등학교

## 마
매곡초등학교 · 
매산초등학교 · 
명덕초등학교 · 
명산초등학교 · 
명정초등학교 · 
명촌초등학교 · 
무거초등학교 · 
무룡초등학교 · 
문수초등학교 · 
문현초등학교 · 
미포초등학교

## 바
반곡초등학교 · 
반천초등학교 · 
방기초등학교 · 
방어진초등학교 · 
백양초등학교 · 
백합초등학교 · 
범서초등학교 · 
병영초등학교 · 
복산초등학교 · 
봉월초등학교

## 사
삼동초등학교 · 
삼산초등학교 · 
삼신초등학교 · 
삼일초등학교 · 
삼정초등학교 · 
삼평초등학교 · 
삼호초등학교 · 
상안초등학교 · 
상진초등학교 · 
서부초등학교 · 
서생초등학교 · 
선암초등학교 · 
성동초등학교 · 
성안초등학교 · 
송정초등학교 · 
수암초등학교 · 
신복초등학교 · 
신정초등학교 · 
신천초등학교 

## 아
야음초등학교 · 
약사초등학교 · 
약수초등학교 · 
양사초등학교 · 
양지초등학교 · 
언양초등학교 · 
여천초등학교 · 
연암초등학교 · 
염포초등학교 · 
영화초등학교 · 
옥동초등학교 · 
옥산초등학교 · 
옥서초등학교 · 
옥성초등학교 · 
옥현초등학교 · 
온남초등학교 · 
온산초등학교 · 
온양초등학교 · 
용연초등학교 · 
우정초등학교 · 
울산남부초등학교 · 
울산양정초등학교 · 
울산중앙초등학교 · 
울산초등학교 · 
울주명지초등학교 · 
웅촌초등학교 · 
웅촌초등학교 검단분교 · 
월계초등학교 · 
월봉초등학교 · 
월평초등학교 · 
이화초등학교 · 
일산초등학교 · 
외솔초등학교

## 자
장생포초등학교 · 
전하초등학교 · 
주전초등학교 · 
중산초등학교

## 차
척과초등학교 · 
천곡초등학교 · 
천상초등학교 · 
청량초등학교 · 
청솔초등학교

## 타
태화초등학교

## 파
평산초등학교

## 하
학성초등학교 · 
함월초등학교 · 
호계초등학교 · 
호연초등학교 · 
화봉초등학교 · 
화암초등학교 · 
화정초등학교 · 
화진초등학교 · 
효문초등학교

## 같이 보기
- 울산광역시의 중학교 목록
- 울산광역시의 고등학교 목록